# Géographie mathématique
La géographie mathématique est une branche de la géographie qui étudie la représentation mathématique de la surface de la Terre, et son mouvement en relation à la lune et au soleil. Ces deux aspects sont étroitement liés puisqu'à travers l'étude des interactions avec le soleil et la lune peuvent être déterminées certaines lignes fondamentales telles que l'équateur, les tropiques, les cercles polaires. 
Les principales branches de la géographie mathématique sont : la géodésie, la géographie astronomique, la cartographie, la photogrammétrie, l'analyse spatiale, la topographie et la géomatique.     
La géographie mathématique est le berceau de la tradition spatiale de la géographie, en raison des questionnements sur la position et la représentation de la surface terrestre. Cela est mis en évidence par l'énorme contribution de la géométrie, la science de l'espace, à la géographie mathématique. La géographie mathématique fournit un cadre pour l'emplacement, la distribution et la représentation de l'espace géographique, cadre sur lequel peuvent se baser des analyses quantitatives d'autres branches de la géographie.
Ainsi, les bases de la géographie mathématique sont souvent les premières à être traitées dans une note introductive de la géographie, puisqu'elles permettent de décrire l'emplacement de la Terre dans l'univers et le système solaire, les mouvements de terre, l'influence du soleil et de lune. Ces bases sont en effet le point de départ inévitable et indispensable pour des branches telles que la climatologie ou l'hydrologie. La définition et la compréhension du système de positionnement est en effet la base de toute étude géographique.
Le père de la géographie, Ératosthène, est aussi le père de la géographie mathématique à la suite de Dicéarque. Ératosthène, dans son livre Géographie consacre la première section de son livre à l'étude des phénomènes résultant de l'interaction entre la surface de la terre et le soleil et la lune, ainsi que les études de leur forme, en prenant soin également de la représentation fidèle de la surface de la terre. Dans la seconde partie de son livre expose leurs mesures de la taille de la Terre. 
La géographie mathématique a récemment largement contribué au développement des systèmes d'information géographique (SIG). La modélisation mathématique des différents phénomènes sur la surface terrestre par les SIG a ouvert un champ important d’interaction avec les autres branches de la géographie comme l'hydrologie, climatologie, géomorphologie et la géographie économique.